# Ложноскорпионы
Ло̀жноскорпио́ны (или псевдоскорпионы, лжескорпио́ны) (лат. Pseudoscorpionida) — отряд мелких паукообразных членистоногих животных. Представители размером обычно не более 2—3 мм, редко до 7 мм. Самый крупный ложноскорпион, Garypus titanius обитает на острове Вознесения и может достигать 12 мм. Широко распространены в природе, но малозаметны из-за небольших размеров и скрытного образа жизни.
Название отряд получил благодаря тому, что педипальпы ложноскорпионов, как и у скорпионов, заканчиваются хватательными клешнями.

## Распространение

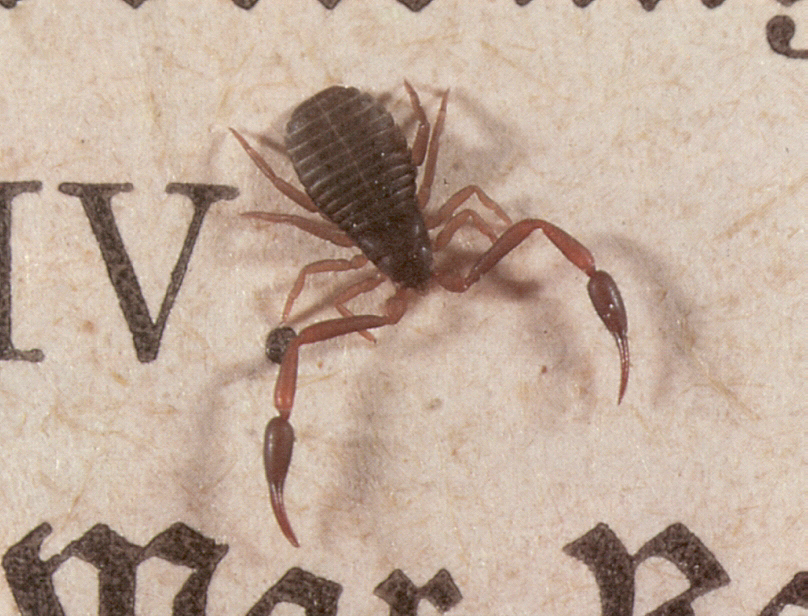
Ложноскорпион (Chelifer cancroides) на открытой книге

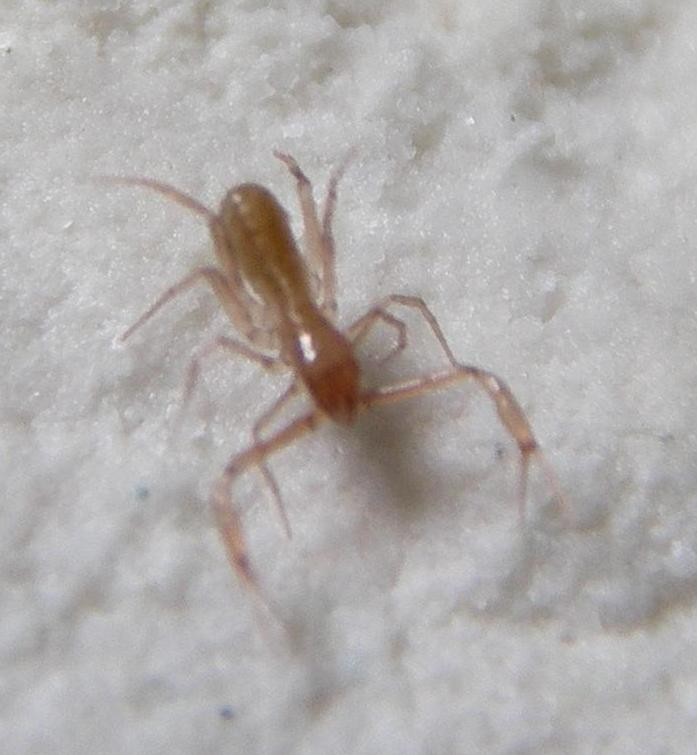
Слепой ложноскорпион Ayyalonia dimentmani из пещер Израиля

Известно более 3300 видов ложноскорпионов, разбитых на 430 родов, причём регулярно описываются новые виды. Они распространены повсеместно, включая такие холодные регионы как Северное Онтарио, высокогорные места и глубокие пещеры. Наибольшей плотности их популяция достигает в тропиках, где они проникли даже на изолированные острова. Так, на Канарских островах обнаружено около 25 эндемических видов ложноскорпионов. Разные виды выбирают в качестве среды обитания кору деревьев и дупла, листья и хвою, припочвенные слои и пещеры, морской берег и зону прилива. Также их можно обнаружить под камнями или в трещинах камней.
В человеческих жилищах чаще всего обитает вид Chelifer cancroides, который можно обнаружить в пыльных комнатах и внутри книг. Их пищей в основном служат мелкие тли и домашние клопы.

## Размножение
Самцы оставляют на субстрате сперматофоры, которые затем подбирают самки. Чаще всего откладка сперматофора происходит без какого-либо взаимодействия с самкой, однако для надсемейства Cheliferoidea характерны брачные ритуалы.

## Историческая справка
Первое дошедшее до нас описание ложноскорпионов было выполнено Аристотелем, который, возможно, обнаружил их в библиотечных свитках, где они питались сеноедами. Роберт Гук в своей работе от 1665 года, Micrographia, упоминает неких «наземных крабов». Упоминание о похожем членистоногом можно найти у Джорджа Адамса-старшего.

## Палеонтология
Всего известно 49 видов ископаемых ложноскорпионов. Древнейшие ложноскорпионы были найдены в отложениях среднего девона США (возраст около 380 млн лет) и отнесены к вымершему семейству Dracochelidae. Они обладают всеми основными признаками, характерными для современных представителей отряда. Это свидетельствует о том, что данная группа входила в число древнейших наземных животных.

## Классификация 2011 года
В скобках дано количество родов и видов.

### Подотряд Epiocheirata
Подотряд Epiocheirata
- Chthonioidea

- Chthoniidae (27, 617)
- †Dracochelidae — один ископаемый вид (девонский период)
- Lechytiidae (1, 23)
- Tridenchthoniidae (15, 71)

- Feaelloidea

- Feaellidae (1, 12)
- Pseudogarypidae (2, 7)

### Подотряд Iocheirata
Подотряд Iocheirata
инфраотряд Hemictenata
- Neobisioidea

- Bochicidae (12, 41)
- Gymnobisiidae (4, 11)
- Hyidae (2, 14)
- Ideoroncidae (11, 59)
- Neobisiidae (32, 576)
- Parahyidae (1, 1)
- Syarinidae (17, 109)

инфраотряд Panctenata
- группа Elassommatina

- Cheliferoidea (224, 1261)

- Atemnidae (20, 175)
- Cheliferidae (58, 273)

- Книжный ложноскорпион (Chelifer cancroides)

- Chernetidae (115, 657)
  - Клоповидный ложноскорпион (Chernes cimicoides F.)

- Withiidae (36, 157)

- Sternophoroidea

- Sternophoridae (3, 20)

- группа Mestommatina

- Garypoidea

- Cheiridiidae (6, 71)
- Garypidae (10, 77)
- Geogarypidae (3, 60)
- Larcidae (2, 15)
- Pseudochiridiidae (2, 12)

- Olpioidea

- Menthidae (5, 12)
- Olpiidae (35, 264)

### Неопределённые таксоны
incertae sedis
- Megathis Stecker, 1875 (nomen dubium, 2 вида)

## Классификация 2019 года
Источник:

### Подотряд †Palaeosphyronida Harvey, 2019
- †Dracocheloidea

- †Dracochelidae — один ископаемый вид (девонский период)

### Подотряд Heterosphyronida Chamberlin, 1929
- Chthonioidea

- Chthoniidae

- Lechtyiinae, до 2019 семейство Lechytiidae
- Tridenchthoniinae, до 2019 семейство Tridenchthoniidae

- Pseudotyrannochthoniidae

### Подотряд Atoposphyronida Harvey, 2019
- Feaelloidea

- Feaellidae
- Pseudogarypidae

### Подотряд Iocheirata Harvey, 1992
- Neobisioidea

- Bochicidae
- Gymnobisiidae
- Hyidae
- Ideoroncidae
- Neobisiidae
- Parahyidae
- Syarinidae

- Garypoidea

- Garypidae
- Geogarypidae
- Hesperolpiidae
- Menthidae
- Olpiidae

- Garypinoidea[12]

- Garypinidae
- Larcidae

- Cheiridioidea

- Cheiridiidae
- Pseudochiridiidae

- Sternophoroidea

- Sternophoridae

- Cheliferoidea

- Atemnidae
- Cheliferidae
- Chernetidae
- Withiidae